# Карл Шеппокат
Карл Шеппокат (нім. Karl Scheppokat; 14 жовтня 1895, Росток — ?) — німецький військовий медик, доктор медицини, генерал-майор медичної служби вермахту. Кавалер Німецького хреста в сріблі.

## Біографія
Учасник Першої світової війни. Після демобілізації армії залишений в рейхсвері. Під час Другої світової війни очолював медичну службу 68-ї піхотної дивізії, з 1 березня 1941 року — 3-го моторозованого корпусу. 1 вересня 1941 року відправлений в резерв ОКГ. З 1 квітня 1942 року — начальник медичної служби 46-го армійського корпусу, потім — 7-ї армії. В кінці війни був взятий в полон. Під час Нюрнберзького процесу у справі лікарів підписав письмові свідчення на захист Зігфріда Гандлозера.

## Звання
- Оберст медичної служби (1 квітня 1940)
- Генерал-майор медичної служби (1 січня 1944)

## Нагороди
- Залізний хрест 2-го класу
- Хрест «За військові заслуги» (Мекленбург-Шверін) 2-го класу
- Почесний хрест ветерана війни з мечами
- Медаль «За вислугу років у Вермахті» 4-го, 3-го, 2-го і 1-го класу (25 років)
- Хрест Воєнних заслуг 2-го і 1-го класу з мечами
- Німецький хрест в сріблі (28 березня 1945)